# Verkehrsverbund Luzern
Der Verkehrsverbund Luzern (VVL) plant und finanziert seit 2010 den öffentlichen Verkehr im Kanton Luzern und führt die Geschäftsstelle des Tarifverbundes Passepartout. Er ging aus dem Zusammenschluss der kantonalen Abteilung für den öffentlichen Verkehr, dem Zweckverband für den öffentlichen Agglomerationsverkehr und dem Tarifverbund Passepartout hervor. 2023 wurden im Gebiet des Verkehrsverbundes Luzern auf insgesamt 127 Linien rund 116,3 Mio. Passagiere befördert.

## Organisation
Der Verkehrsverbund Luzern ist eine öffentlich-rechtliche Anstalt mit eigener Rechtspersönlichkeit und wird von einem siebenköpfigen Verbundrat geleitet, welcher die strategische Führung wahrnimmt. Hauptaufgaben sind die Weiterentwicklung des öV-Angebots, die Festlegung des Sortiments und der Preise sowie das Aushandeln von Vereinbarungen mit den 13 Transportunternehmen. Diese stellen im Auftrag des Verkehrsverbundes Luzern den Transport der Fahrgäste sicher. Weiter ist der Verkehrsverbund Luzern für die dynamische Fahrgastinformation in der Zentralschweiz verantwortlich, welche unter dem Begriff «öV-LIVE» vermarktet wird. Zu den Aufgaben des Verkehrsverbundes Luzern zählt auch die Qualitätssicherung im öV. Hierzu führt der Verbund alle zwei Jahre eine Kundenzufriedenheitsumfrage in der Zentralschweiz durch.

## Transportunternehmen im Verbund
Folgende Unternehmen sind Partner des Verkehrsverbunds Luzern:
- Aargau Verkehr
- Auto AG Rothenburg
- Auto AG Schwyz
- BLS AG
- PostAuto Schweiz AG
- Rigi-Bahnen AG
- Rottal Auto AG
- Schweizerische Bundesbahnen SBB
- Schweizerische Südostbahn AG
- Schifffahrtsgesellschaft des Vierwaldstättersees
- Verkehrsbetriebe Luzern AG
- zb Zentralbahn AG
- Zugerland Verkehrsbetriebe AG

## Ergänzende Mobilität
Neben dem klassischen öffentlichen Verkehr beteiligt sich der Verkehrsverbund Luzern auch an Projekten zur ergänzenden Mobilität. Bei folgenden Angeboten beteiligt sich der Verkehrsverbund:
- Fernbusse ab Luzern
- Taxito (Mitfahrsystem mit Haltestellen)
- Park and Ride
- Carsharing (in Zusammenarbeit mit Mobility)
- Bikesharing (in Zusammenarbeit mit Nextbike)

## Weblink
- www.vvl.ch (offizielle Website)